# Dedeman
Dedeman (рум. Dedeman) — мережа гіпермаркетів зі 100 % румунським капіталом. Пропонує товари для дому та власні товари. Девіз «Dedicat planurilor tale», що означає «Присвячується вашим планам». Він базується в Бакеу. В країні працює 54 магазини (на вересень 2020 р.). Dedeman був створений у 1992 році двома братами Адріаном та Драгошем Павал.

## Історія
Компанія Dedeman була заснована в 1992 році в місті Бакеу (Румунія) її перший магазин, спочатку розміром скромних пропорцій, всього 16 квадратних метрів, продавав різні роздрібні товари. Dedeman зафіксував стрімкий ріст успіху, в цей час маючи 54 магазини.
З 2010 року Dedeman є лідером на ринку «зроби сам» за обсягом обороту, а з 2012 р. — також за кількістю магазинів.
У жовтні 2011 року Dedeman вперше став спонсором румунського Олімпійського та спортивного комітету протягом двох років. Партнерство продовжилося у 2015 році під брендом «Team Romania», коли Dedeman став головним партнером румунського Олімпійського та спортивного комітету на 5 років.
У 2014 році Дедеман підписав спонсорську допомогу з румунською тенісисткою Симоною Халеп.
У 2015 році Dedeman став четвертим за величиною гравцем на ринку DIY у Центральній та Східній Європі, з часткою ринку 1,9 %, згідно з дослідженням PMR Research.

## Фінансові показники
Кількість працівників
- 2019: понад 11.000
- 2018: понад 10.600
- 2017: понад 10 000[14]
- 2016: понад 9200
- 2015: 8259
- 2014: понад 7200
- 2013: понад 6.700[15]
- 2012: понад 5800
- 2011: понад 4 300[16]

Оборот:
- 2019: 1,73 млрд євро
- 2018: 1,55 мільярда євро
- 2017: 1,38 мільярда євро
- 2016: 1,17 млрд євро[17]
- 2015: 981 мільйон євро[18]
- 2014: 767 мільйонів євро[19]
- 2013: 606 мільйонів євро[20]
- 2012: 540 мільйонів євро[21]
- 2011: 476 мільйонів євро[22][23]
- 2010: 360 мільйонів євро[24]
- 2009: 250 млн євро[25]
- 2008: 250 мільйонів євро
- 2007: 197 мільйонів євро

Кількість магазинів:
- 2020: 54
- 2019: 50
- 2018: 49
- 2017: 48[26]
- 2016: 45[27]
- 2015: 41
- 2014: 40
- 2013: 36[15]
- 2012: 30[28]
- 2011: 26[23]